# Europese kampioenschappen jumping
De Europese kampioenschappen jumping zijn door de Fédération Équestre Internationale (FEI) georganiseerde tweejaarlijkse kampioenschappen voor springruiters.

## Historiek
De eerste edities vonden plaats in 1957, voor de heren in het Nederlande Rotterdam en voor de dames in het Belgische Spa.

## Edities

### Individueel

#### Heren(1957 - 1973)
| Editie | Jaar | Locatie                         | Goud                                | Zilver                               | Brons                            |
| ------ | ---- | ------------------------------- | ----------------------------------- | ------------------------------------ | -------------------------------- |
| 1      | 1957 | Rotterdam (Nederland)           | Hans Günter Winkler (Sonnenglanz)   | Bernard de Fombelle (Bucéphale)      | Salvatore Oppes (Pagoro)         |
| 2      | 1958 | Aken (BRD)                      | Fritz Thiedemann (Meteor)           | Piero D'Inzeo (The Rock)             | Hans Günter Winkler (Halla)      |
| 3      | 1959 | Parijs (Frankrijk)              | Piero D'Inzeo (Uruguay)             | Pierre Jonquères d’Oriola (Virtuoso) | Fritz Thiedemann (Godewind)      |
| 4      | 1961 | Aken (BRD)                      | David Broome (Sunsalve)             | Piero D'Inzeo (Pioneer)              | Hans Günter Winkler (Feuerdorn)  |
| 5      | 1962 | Londen (Verenigd Koninkrijk)    | David Barker (Mr Softee)            | Hans Günter Winkler (Romanus)        | Piero D'Inzeo (The Rock)         |
| 6      | 1963 | Rome (Italië)                   | Graziano Mancinelli (Rockette)      | Alwin Schockemöhle (Freiherr)        | Harvey Smith (Warpaint)          |
| 7      | 1965 | Aken (BRD)                      | Hermann Schridde (Dozent)           | Nelson Pessoa (Gran Geste)           | Alwin Schockemöhle (Exakt)       |
| 8      | 1966 | Luzern (Zwitserland)            | Nelson Pessoa (Gran Geste)          | Frank Chapot (Good Twist)            | Hugo Miguel Arrambide (Chimbote) |
| 9      | 1967 | Rotterdam (Nederland)           | David Broome (Mr Softee)            | Harvey Smith (Harvester)             | Alwin Schockemöhle (Pesgö)       |
| 10     | 1969 | Hickstead (Verenigd Koninkrijk) | David Broome (Mr Softee)            | Alwin Schockemöhle (Donald)          | Hans Günter Winkler (Enigk)      |
| 11     | 1971 | Aken (BRD)                      | Hartwig Steenken (Simona)           | Harvey Smith (Evan Jones)            | Paul Weier (Wulf)                |
| 12     | 1973 | Hickstead (Verenigd Koninkrijk) | Paddy McMahon (Pennwood Forge Mill) | Alwin Schockemöhle (The Robber)      | Hubert Parot (Tic)               |

#### Dames(1957 - 1973)
| Editie | Jaar | Locatie                         | Goud                                   | Zilver                              | Brons                                            |
| ------ | ---- | ------------------------------- | -------------------------------------- | ----------------------------------- | ------------------------------------------------ |
| 1      | 1957 | Spa (België)                    | Pat Smythe (Flanagan)                  | Giulia Serventi (Doly)              | Michèle d’Orgeix-Cance (Océan)                   |
| 2      | 1958 | Palermo (Italië)                | Giulia Serventi (Doly)                 | Anna Clement (Nico)                 | Irene Jansen (Abelboon)                          |
| 3      | 1959 | Rotterdam (Nederland)           | Ann Townsend (Bandit)                  | Pat Smythe (Flanagan)               | Giulia Serventi (Doly) Anna Clement (Nico)       |
| 4      | 1960 | Kopenhagen (Denemarken)         | Suzan Cohen (Clare Castle)             | Dawn Warren-Wofford (Hollandia)     | Anna Clement (Nico)                              |
| 5      | 1961 | Deauville (Frankrijk)           | Pat Smythe (Scorchin)                  | Irene Jansen (Kairouan)             | Michèle Cancre (Océan)                           |
| 6      | 1962 | Madrid (Spanje)                 | Pat Smythe (Flanagan)                  | Helga Köhler (Cremona)              | Paola Goyoaga Elizalde (Kif Kif)                 |
| 7      | 1963 | Hickstead (Verenigd Koninkrijk) | Pat Smythe (Flanagan)                  | Arline Givaudan (Huipil)            | Anneli Drummond-Hay (Merely-a-Monarch)           |
| 8      | 1966 | Gijón (Spanje)                  | Janou Lefèbvre (Kenavo)                | Monica Bachmann (Sandro)            | Lalla Novo (Oxo Bob)                             |
| 9      | 1967 | Fontainebleau (Frankrijk)       | Kathryn Kusner (Untouchable)           | Lalla Novo (Prédestiné)             | Monica Bachmann (Erbach)                         |
| 10     | 1968 | Rome (Italië)                   | Anneli Drummond-Hay (Merely-a-Monarch) | Giulia Serventi (Gay Monarch)       | Marion Coakes (Stroller) Janou Lefèbvre (Rocket) |
| 11     | 1969 | Dublin (Ierland)                | Iris Kellett (Morning Light)           | Anneli Drummond-Hay (Zanthos)       | Alison Westwood (The Maverick VII)               |
| 12     | 1971 | Sankt Gallen (Zwitserland)      | Ann Moore (Psalm)                      | Alison Westwood< (The Maverick VII) | Monika Leitenberger (Limbara de Porto Conte)     |
| 13     | 1973 | Wenen (Oostenrijk)              | Ann Moore (Psalm)                      | Caroline Bradley (True Lass)        | Monica Bachmann-Weier (Erbach)                   |

### Gemengd(1975 - heden)
| Editie | Jaar | Locatie                         | Goud                                    | Zilver                                 | Brons                                   |
| ------ | ---- | ------------------------------- | --------------------------------------- | -------------------------------------- | --------------------------------------- |
| 1      | 1975 | München (BRD)                   | Alwin Schockemöhle (Warwick)            | Hartwig Steenken (Erle)                | Sönke Sönksen (Kwept)                   |
| 2      | 1977 | Wenen (Oostenrijk)              | Johan Heins (Saven Valleys)             | Eddie Macken (Kerrygold)               | Toon Ebben (Jumbo Design)               |
| 3      | 1979 | Rotterdam (Nederland)           | Gerd Wiltfang (Roman)                   | Paul Schockemöhle (Deister)            | Hugo Simon (Gladstone)                  |
| 4      | 1981 | München (BRD)                   | Paul Schockemöhle (Deister)             | Malcolm Pyrah (Anglezarke)             | Bruno Candrian (Van Gogh)               |
| 5      | 1983 | Hickstead (Verenigd Koninkrijk) | Paul Schockemöhle (Deister)             | John Whitaker (Ryans Son)              | Frédéric Cottier (Flambeau C)           |
| 6      | 1985 | Dinard (Frankrijk)              | Paul Schockemöhle (Deister)             | Heidi Robbiani (Jessica V)             | John Whitaker (Hopscotch)               |
| 7      | 1987 | Sankt Gallen (Zwitserland)      | Pierre Durand Jr. (Jappeloup)           | John Whitaker (Milton)                 | Nick Skelton (Apollo)                   |
| 8      | 1989 | Rotterdam (Nederland)           | John Whitaker (Milton)                  | Michael Whitaker (Mon Santa)           | Jos Lansink (Felix)                     |
| 9      | 1991 | La Baule (Frankrijk)            | Eric Navet (Quito de Baussy)            | Franke Sloothaak (Walzerkönig)         | Jos Lansink (Egano)                     |
| 10     | 1993 | Gijón (Spanje)                  | Willi Melliger (Quinta)                 | Michel Robert (Miss San Patrignano)    | Michael Whitaker (Midnight Madness)     |
| 11     | 1995 | Sankt Gallen (Zwitserland)      | Peter Charles (La Ina)                  | Michael Whitaker (Two Step)            | Willi Melliger (Calvaro V)              |
| 12     | 1997 | Mannheim (Duitsland)            | Ludger Beerbaum (Ratina Z)              | Hugo Simon (E.T.)                      | Willi Melliger (Calvaro V)              |
| 13     | 1999 | Hickstead (Verenigd Koninkrijk) | Alexandra Ledermann (Rochet M)          | Markus Fuchs (Tinkas Boy)              | Lesley McNaught (Dulf)                  |
| 14     | 2001 | Arnhem (Nederland)              | Ludger Beerbaum (Gladdys S)             | Ludo Philippaerts (Verelst Otterongo)  | Rolf-Göran Bengtsson (Isovlas Pialotta) |
| 15     | 2003 | Donaueschingen (Duitsland)      | Christian Ahlmann (Cöster)              | Ludger Beerbaum (Goldfever)            | Marcus Ehning (For Pleasure)            |
| 16     | 2005 | San Patrignano (Italië)         | Marco Kutscher (Montender)              | Christina Liebherr (No Mercy)          | Jeroen Dubbeldam (Nassau)               |
| 17     | 2007 | Mannheim (Duitsland)            | Meredith Michaels-Beerbaum (Shutterfly) | Jos Lansink (Al-Kaheel Cavalor Cumano) | Ludger Beerbaum (Goldfever)             |
| 18     | 2009 | Windsor (Verenigd Koninkrijk)   | Kevin Staut (Kraque Boom)               | Carsten-Otto Nagel (Corradina)         | Albert Zoer (Okidoki)                   |
| 19     | 2011 | Madrid (Spanje)                 | Rolf-Göran Bengtsson (Ninja La Silla)   | Carsten-Otto Nagel (Corradina)         | Nick Skelton (Carlo)                    |
| 20     | 2013 | Herning (Denemarken)            | Roger-Yves Bost (Myrtille Paulois)      | Ben Maher (Cella)                      | Scott Brash (Sanctos)                   |
| 21     | 2015 | Aken (Duitsland)                | Jeroen Dubbeldam (Zenith)               | Gregory Wathelet (Conrad)              | Simon Delestre (Ryan)                   |
| 22     | 2017 | Göteborg (Zweden)               | Peder Fredricson (All In)               | Harrie Smolders (Don)                  | Cian O'Connor (Good Luck)               |
| 23     | 2019 | Rotterdam (Nederland)           | Martin Fuchs (Clooney)                  | Ben Maher (Explosion W)                | Jos Verlooy (Igor)                      |
| 24     | 2021 | Riesenbeck (Duitsland)          | André Thieme (Chakaria)                 | Martin Fuchs (Leone Jei)               | Peder Fredricson (Catch Me Not)         |